# Astragalus mesopterus
Astragalus mesopterus är en ärtväxtart som beskrevs av August Heinrich Rudolf Grisebach. Astragalus mesopterus ingår i släktet vedlar, och familjen ärtväxter. Inga underarter finns listade i Catalogue of Life.